# Pomerape
Pomerape – stratowulkan leżący na granicy boliwijsko-chilijskiej. Należy do grupy Nevados de Payachata razem z wulkanem Parinacota, leżącym na południe od niego. Wulkan uformował się w epoce plejstocenu. Ostatnia erupcja miała miejsce około 290 r. n.e ± 300 lat. Podawana wysokość szczytu różni się w zależności od źródła i waha się od ok. 6200 m n.p.m. do 6348 m n.p.m.